# Fußball-Club Bayern München 2023-2024
Questa voce raccoglie le informazioni riguardanti il Fußball-Club Bayern München nelle competizioni ufficiali della stagione 2023-2024.

## Stagione
Nella stagione 2023-2024 al confermato allenatore Thomas Tuchel viene affidata una squadra che perde João Cancelo (ceduto in prestito dal Manchester City), Sadio Mané (ceduto all'Al-Nassr), Benjamin Pavard e Yann Sommer (ceduti all'Inter) e ingaggia Kim Min-jae (vincitore dello scudetto con il Napoli) e Harry Kane (dal Tottenham).
I bavaresi iniziano la stagione con la sconfitta in Supercoppa di Germania contro l'RB Lipsia per 3-0, ma esordiscono molto bene in Bundesliga, battendo per 4-0 il Werder Brema. Nella prima parte del campionato vinceranno tutte le partite tranne tre, di cui due pareggiate contro il Bayer Leverkusen e di nuovo il Lipsia e una persa per 5-1 contro l'Eintracht Francoforte, mentre Kane si rivela decisivo, con 18 reti in 16 giornate di campionato e 4 in UEFA Champions League. Malgrado il grande passo tenuto dal club bavarese, è però il Bayer Leverkusen, imbattuto dall'inizio della stagione, la squadra campione d'inverno.
Dopo aver agevolmente superato il primo turno della coppa nazionale (4-0 contro il Preußen Münster), il Bayern cade a sorpresa a quello successivo contro il Saarbrücken, perdendo per 2-1. Va molto meglio, invece, in Champions, dove la squadra affronta nel gruppo A gli inglesi del Manchester Utd, i turchi del Galatasaray e i danesi del Copenaghen. Dopo la vittoria per 4-3 in casa dello United, i bavaresi concludono il girone al primo posto da imbattuti, con un pareggio a reti bianche contro il Copenaghen, compagine che li accompagna da qualificata agli ottavi di finale.
Nel mercato invernale il Bayern acquista un altro calciatore del Tottenham, Eric Dier, e inizia il nuovo anno vincendo contro l'Hoffenheim in campionato, chiudendo così il girone d'andata. Il cammino, tuttavia, viene ostacolato da una sconfitta contro il Werder Brema e, soprattutto, da tre sconfitte di fila, che mettono in pericolo non solo la panchina di Tuchel, ma anche le speranze dei bavaresi di difendere un titolo che hanno conseguito per undici anni di fila: prima il Bayer Leverkusen, ancora capolista imbattuto, sconfigge i bavaresi per 3-0, poi la Lazio li batte per 1-0 nell'andata degli ottavi di Champions e infine il Bochum vince in rimonta per 3-2.
Nel ritorno degli ottavi di Champions il Bayern ribalta la sconfitta contro la Lazio vincendo per 3-0 e passando così ai quarti, nella cui gara d'andata pareggia per 2-2 in casa dell'Arsenal. Sconfitto per 2-0 nel Klassiker di ritorno contro il Borussia Dortmund, il club di Monaco di Baviera viene clamorosamente battuto in rimonta per 3-2 anche dalla neopromossa Heidenheim, sicché, nonostante la vittoria interna per 2-0 contro il Colonia, i campioni in carica della Germania devono abdicare dalla lotta per il titolo, vinto dal Bayer Leverkusen per la prima volta nella sua storia e con cinque giornate di anticipo. Gli uomini di Tuchel si consolano in parte con la vittoria per 1-0 nella gara di ritorno dei quarti di finale di Champions, in casa contro l'Arsenal, ma il percorso nella massima competizione europea si interrompe nella semifinale contro il Real Madrid: dopo il pari per 2-2 all'andata in casa, il Bayern perde per 2-1 in trasferta. Per la prima volta dal 2011-2012 il club bavarese conclude dunque una stagione senza vincere neanche un titolo. Nella giornata finale di campionato i bavaresi perdono di nuovo in rimonta, stavolta per 4-2 contro l'Hoffenheim, e concludono il campionato al terzo posto, scavalcati anche dallo Stoccarda.

## Maglie e sponsor
| Casa | Trasferta | Terza Divisa |

## Rosa[1]
In corsivo i calciatori ceduti durante la stagione 
| N. |                          | Ruolo | Calciatore               |
| -- | ------------------------ | ----- | ------------------------ |
| 1  | Germania (bandiera)      | P     | Manuel Neuer (capitano)  |
| 2  | Francia (bandiera)       | D     | Dayot Upamecano          |
| 3  | Corea del Sud (bandiera) | D     | Kim Min-jae              |
| 4  | Paesi Bassi (bandiera)   | D     | Matthijs de Ligt         |
| 5  | Francia (bandiera)       | D     | Benjamin Pavard          |
| 6  | Germania (bandiera)      | C     | Joshua Kimmich           |
| 7  | Germania (bandiera)      | A     | Serge Gnabry             |
| 8  | Germania (bandiera)      | C     | Leon Goretzka            |
| 9  | Inghilterra (bandiera)   | A     | Harry Kane               |
| 10 | Germania (bandiera)      | A     | Leroy Sané               |
| 11 | Francia (bandiera)       | A     | Kingsley Coman           |
| 13 | Camerun (bandiera)       | A     | Eric Maxim Choupo-Moting |
| 14 | Germania (bandiera)      | C     | Paul Wanner              |
| 15 | Inghilterra (bandiera)   | C     | Eric Dier                |
| 17 | Spagna (bandiera)        | A     | Bryan Zaragoza           |
| 18 | Israele (bandiera)       | P     | Daniel Peretz            |
| 19 | Canada (bandiera)        | D     | Alphonso Davies          |
| 20 | Francia (bandiera)       | D     | Bouna Sarr               |
| 22 | Portogallo (bandiera)    | D     | Raphaël Guerreiro        |
| 23 | Francia (bandiera)       | D     | Sacha Boey               |

| N. |                        | Ruolo | Calciatore                    |
| -- | ---------------------- | ----- | ----------------------------- |
| 25 | Germania (bandiera)    | A     | Thomas Müller (vice capitano) |
| 26 | Germania (bandiera)    | P     | Sven Ulreich                  |
| 27 | Austria (bandiera)     | D     | Konrad Laimer                 |
| 28 | Germania (bandiera)    | D     | Tarek Buchmann                |
| 32 | Croazia (bandiera)     | A     | Gabriel Vidović               |
| 34 | Croazia (bandiera)     | C     | Lovro Zvonarek                |
| 38 | Paesi Bassi (bandiera) | C     | Ryan Gravenberch              |
| 39 | Francia (bandiera)     | A     | Mathys Tel                    |
| 40 | Marocco (bandiera)     | D     | Noussair Mazraoui             |
| 41 | Germania (bandiera)    | D     | Frans Krätzig                 |
| 41 | Svezia (bandiera)      | D     | Matteo Pérez Vinlöf           |
| 42 | Germania (bandiera)    | C     | Jamal Musiala                 |
| 43 | Germania (bandiera)    | P     | Tom Hülsmann                  |
| 44 | Germania (bandiera)    | D     | Josip Stanišić                |
| 44 | Marocco (bandiera)     | D     | Adam Aznou                    |
| 45 | Germania (bandiera)    | C     | Aleksandar Pavlović           |
| 46 | Germania (bandiera)    | C     | Arijon Ibrahimović            |
| 46 | Giappone (bandiera)    | C     | Taichi Fukui                  |
| 46 | Danimarca (bandiera)   | C     | Jonathan Asp Jensen           |

## Calciomercato

### Sessione estiva
| Acquisti         | Acquisti          | Acquisti          | Acquisti                   |
| R.               | Nome              | da                | Modalità                   |
| ---------------- | ----------------- | ----------------- | -------------------------- |
| A                | Harry Kane        | Tottenham         | definitivo (100 milioni €) |
| D                | Kim Min-jae       | Napoli            | definitivo (57 milioni €)  |
| P                | Daniel Peretz     | Maccabi Tel Aviv  | definitivo (5 milioni €)   |
| D                | Konrad Laimer     | RB Lipsia         | gratuito                   |
| D                | Raphaël Guerreiro | Borussia Dortmund | gratuito                   |
| Altre operazioni |                   |                   |                            |
| R.               | Nome              | da                | Modalità                   |
| P                | Alexander Nübel   | Monaco            | fine prestito              |
| D                | Bright Arrey-Mbi  | Hannover 96       | fine prestito              |
| C                | Marcel Sabitzer   | Manchester Utd    | fine prestito              |
| C                | Malik Tillman     | Rangers           | fine prestito              |
| A                | Gabriel Vidović   | Vitesse           | fine prestito              |

| Cessioni         | Cessioni           | Cessioni            | Cessioni                  |
| R.               | Nome               | a                   | Modalità                  |
| ---------------- | ------------------ | ------------------- | ------------------------- |
| D                | Lucas Hernández    | Paris Saint-Germain | definitivo (45 milioni €) |
| C                | Ryan Gravenberch   | Liverpool           | definitivo (40 milioni €) |
| A                | Sadio Mané         | Al-Nassr            | definitivo (30 milioni €) |
| P                | Yann Sommer        | Inter               | definitivo (6 milioni €)  |
| P                | Alexander Nübel    | Stoccarda           | prestito (1 milione €)    |
| A                | Malik Tillman      | PSV                 | prestito (1 milione €)    |
| D                | Benjamin Pavard    | Inter               | definitivo (30 milioni €) |
| C                | Marcel Sabitzer    | Borussia Dortmund   | definitivo (19 milioni €) |
| D                | Josip Stanišić     | Bayer Leverkusen    | prestito                  |
| A                | Gabriel Vidović    | Dinamo Zagabria     | prestito                  |
| D                | Daley Blind        | Girona              | gratuito                  |
| D                | Bright Arrey-Mbi   | Hannover 96         | gratuito                  |
| Altre operazioni |                    |                     |                           |
| R.               | Nome               | a                   | Modalità                  |
| P                | Alexander Nubel    | Stoccarda           | prestito                  |
| C                | Arijon Ibrahimović | Frosinone           | prestito                  |
| D                | João Cancelo       | Manchester City     | fine prestito             |

### Sessione invernale
| Acquisti         | Acquisti       | Acquisti    | Acquisti                     |
| R.               | Nome           | da          | Modalità                     |
| ---------------- | -------------- | ----------- | ---------------------------- |
| D                | Eric Dier      | Tottenham   | prestito                     |
| D                | Sacha Boey     | Galatasaray | titolo definitivo (30 mln €) |
| A                | Bryan Zaragoza | Granada     | prestito' (4 milioni €)      |
| Altre operazioni |                |             |                              |
| R.               | Nome           | da          | Modalità                     |

| Cessioni         | Cessioni         | Cessioni         | Cessioni         |
| R.               | Nome             | a                | Modalità         |
| Altre operazioni | Altre operazioni | Altre operazioni | Altre operazioni |
| R.               | Nome             | a                | Modalità         |
| ---------------- | ---------------- | ---------------- | ---------------- |
| C                | Taichi Fukui     | Portimonense     | prestito         |
| D                | Frans Krätzig    | Austria Vienna   | prestito         |

## Risultati

### Bundesliga

#### Girone d'andata
| Arbitro: | Zwayer (Berlino) |

|  |           |                                 |
|  | Marcatori | 4’, 90’ Sané 75’ Kane 90+4’ Tel |

| Arbitro: | Siebert (Berlino) |

|                                          |           |           |
| Uduokhai 32’ (aut.) Kane 40’ (rig.), 69’ | Marcatori | 86’ Beljo |

| Arbitro: | Deniz Aytekin (Oberasbach) |

|             |           |                  |
| Itakura 30’ | Marcatori | 58’ Sané 87’ Tel |

| Arbitro: | Schlager (Hügelsheim) |

|                      |           |                                    |
| Kane 7’ Goretzka 86’ | Marcatori | 24’ Grimaldo 90+4’ (rig.) Palacios |

| Arbitro: | Robert Hartmann (Wangen) |

|                                                                         |           |  |
| Choupo-Moting 4’ Kane 12’, 54’ (rig.), 88’ De Ligt 29’ Sané 38’ Tel 81’ | Marcatori |  |

| Arbitro: | Marco Fritz (Korb) |

|                       |           |                          |
| Openda 20’ Lukeba 26’ | Marcatori | 57’ (rig.) Kane 70’ Sané |

| Arbitro: | Robert Schröder (Hannover) |

|                         |           |  |
| Coman 12’, 85’ Sané 25’ | Marcatori |  |

| Arbitro: | Sascha Stegemann (Niederkassel) |

|          |           |                                 |
| Caci 43’ | Marcatori | 11’ Coman 16’ Kane 59’ Goretzka |

| Arbitro: | Martin Petersen (Stoccarda) |

|                                                              |           |  |
| Kane 51’, 69’, 88’ Sané 56’, 64’ Musiala 60’, 76’ Müller 71’ | Marcatori |  |

| Arbitro: | Aytekin (Oberasbach) |

|  |           |                                  |
|  | Marcatori | 4’ Upamecano 9’, 72’, 90+3’ Kane |

| Arbitro: | Osmers (Hannover) |

|                                                  |           |                           |
| Kane 14’, 44’ R. Guerreiro 72’ Choupo-Moting 85’ | Marcatori | 67’ Kleindienst 70’ Beste |

| Arbitro: | Fritz (Korb) |

|  |           |          |
|  | Marcatori | 20’ Kane |

| Arbitro: | Willenborg (Osnabrück) |

|                  |           |  |
| R. Guerreiro 46’ | Marcatori |  |

| Arbitro: | Zwayer (Berlino) |

|                                                          |           |             |
| Marmoush 12’ Dina Ebimbe 31’, 50’ Larsson 36’ Knauff 60’ | Marcatori | 44’ Kimmich |

| Arbitro: | Stieler (Amburgo) |

|                      |           |  |
| Kane 2’, 55’ Kim 63’ | Marcatori |  |

| Arbitro: | Stegemann (Niederkassel) |

|              |           |                      |
| Arnold 45+1’ | Marcatori | 33’ Musiala 43’ Kane |

| Arbitro: | Brand |

|                           |           |  |
| Musiala 18’, 70’ Kane 90’ | Marcatori |  |

#### Girone di ritorno
| Arbitro: | Fritz (Korb) |

|  |           |            |
|  | Marcatori | 59’ Weiser |

| Arbitro: | Dingert (Lebecksmühle) |

|                             |           |                                    |
| Demirović 52’, 90+4’ (rig.) | Marcatori | 23’ Pavlović 45+5’ Davies 58’ Kane |

| Arbitro: | Stieler (Amburgo) |

|                                   |           |            |
| Pavlović 45’ Kane 70’ De Ligt 86’ | Marcatori | 35’ Elvedi |

| Arbitro: | Zwayer (Berlino) |

|                                          |           |  |
| Stanišić 18’ Grimaldo 50’ Frimpong 90+5’ | Marcatori |  |

| Arbitro: | Schlager (Hügelsheim) |

|                                                  |           |                      |
| Asano 38’ K. Schlotterbeck 44’ Stöger 78’ (rig.) | Marcatori | 14’ Musiala 87’ Kane |

| Arbitro: | Stegemann (Niederkassel) |

|                 |           |           |
| Kane 56’, 90+1’ | Marcatori | 70’ Šeško |

| Arbitro: | Jablonski (Brema) |

|                      |           |                     |
| Günter 12’ Höler 87’ | Marcatori | 35’ Tel 75’ Musiala |

| Arbitro: | Ittrich (Amburgo) |

|                                                                            |           |           |
| Kane 13’, 45+7’, 70’ Goretzka 20’, 90+2’ Müller 47’ Musiala 61’ Gnabry 66’ | Marcatori | 31’ Amiri |

| Arbitro: | Reichel (Stoccarda) |

|                              |           |                                                  |
| Skarke 28’ Vilhelmsson 90+5’ | Marcatori | 36’, 64’ Musiala 45+1’ Kane 74’ Gnabry 90+3’ Tel |

| Arbitro: | Osmers (Hannover) |

|  |           |                         |
|  | Marcatori | 10’ Adeyemi 83’ Ryerson |

| Arbitro: | Schröder (Hannover) |

|                                |           |                     |
| Sessa 50’ Kleindienst 51’, 79’ | Marcatori | 38’ Kane 45’ Gnabry |

| Arbitro: | Willenborg (Osnabrück) |

|                               |           |  |
| R. Guerreiro 65’ Müller 90+3’ | Marcatori |  |

| Arbitro: | Jablonski (Brema) |

|                 |           |                                                 |
| Vertessen 90+1’ | Marcatori | 29’ Goretzka 45+1’ Kane 53’, 66’ Müller 62’ Tel |

| Arbitro: | Schlager (Hügelsheim) |

|                     |           |             |
| Kane 9’, 61’ (rig.) | Marcatori | 23’ Ekitike |

| Arbitro: | Welz (Wiesbaden) |

|                                    |           |                 |
| Stergiou 29’ Jeong 83’ Silas 90+3’ | Marcatori | 37’ (rig.) Kane |

| Arbitro: | Dankert (Rostock) |

|                          |           |  |
| Zvonarek 4’ Goretzka 13’ | Marcatori |  |

| Arbitro: | Fritz (Korb) |

|                                 |           |                  |
| Beier 8’ Kramarić 68’, 85’, 87’ | Marcatori | 4’ Tel 6’ Davies |

### DFB-Pokal
| Arbitro: | Jöllenbeck (Friburgo in Brisgovia) |

|  |           |                                                   |
|  | Marcatori | 9’ Choupo-Moting 40’ Laimer 45+5’ Krätzig 86’ Tel |

| Arbitro: | Willenborg (Osnabrück) |

|                             |           |            |
| Sontheimer 45+1’ Gaus 90+6’ | Marcatori | 16’ Müller |

### UEFA Champions League

#### Fase a gironi
| Arbitro: | Nyberg |

|                                               |           |                                 |
| Sané 28’ Gnabry 32’ Kane 53’ (rig.) Tel 90+2’ | Marcatori | 49’ Højlund 88’, 90+5’ Casemiro |

| Arbitro: | Grinfeld |

|             |           |                     |
| Lerager 56’ | Marcatori | 67’ Musiala 83’ Tel |

| Arbitro: | Massa |

|                   |           |                               |
| Icardi 30’ (rig.) | Marcatori | 8’ Coman 73’ Kane 79’ Musiala |

| Arbitro: | Nobre |

|               |           |               |
| Kane 80’, 86’ | Marcatori | 90+3’ Bakambu |

| Monaco di Baviera 29 novembre 2023, ore 21:00 CET 5ª giornata | Bayern Monaco | 0 – 0 referto | Copenaghen | Allianz Arena (75 000 spett.)\| Arbitro: \| Frappart \| |
| Arbitro:                                                      | Frappart      |               |            |                                                         |

| Arbitro: | Eskås |

|  |           |           |
|  | Marcatori | 71’ Coman |

#### Fase a eliminazione diretta
| Arbitro: | Letexier |

|                     |           |  |
| Immobile 69’ (rig.) | Marcatori |  |

| Arbitro: | Vinčić |

|                            |           |  |
| Kane 38’, 66’ Müller 45+2’ | Marcatori |  |

| Arbitro: | Nyberg |

|                       |           |                            |
| Saka 12’ Trossard 76’ | Marcatori | 18’ Gnabry 32’ (rig.) Kane |

| Arbitro: | Makkelie |

|             |           |  |
| Kimmich 63’ | Marcatori |  |

| Arbitro: | Turpin |

|                          |           |                          |
| Sané 53’ Kane 57’ (rig.) | Marcatori | 24’, 83’ (rig.) Vinícius |

| Arbitro: | Marciniak |

|                   |           |            |
| Joselu 88’, 90+1’ | Marcatori | 68’ Davies |

### Supercoppa di Germania
| Arbitro: | Dankert (Rostock) |

|  |           |                          |
|  | Marcatori | 3’, 44’, 68’ (rig.) Olmo |

## Statistiche finali

### Statistiche di squadra
| Competizione           | Punti | In casa | In casa | In casa | In casa | In casa | In casa | In trasferta | In trasferta | In trasferta | In trasferta | In trasferta | In trasferta | Totale | Totale | Totale | Totale | Totale | Totale | DR  |
| Competizione           | Punti | G       | V       | N       | P       | Gf      | Gs      | G            | V            | N            | P            | Gf           | Gs           | G      | V      | N      | P      | Gf     | Gs     | DR  |
| ---------------------- | ----- | ------- | ------- | ------- | ------- | ------- | ------- | ------------ | ------------ | ------------ | ------------ | ------------ | ------------ | ------ | ------ | ------ | ------ | ------ | ------ | --- |
| Bundesliga             | 72    | 17      | 14      | 1       | 2       | 53      | 12      | 17           | 9            | 2            | 6            | 41           | 33           | 34     | 23     | 3      | 8      | 94     | 45     | +49 |
| Coppa di Germania      | -     | 0       | 0       | 0       | 0       | 0       | 0       | 2            | 1            | 0            | 1            | 5            | 2            | 2      | 1      | 0      | 1      | 5      | 2      | +3  |
| Champions League       | 16    | 6       | 4       | 2       | 0       | 12      | 6       | 6            | 3            | 1            | 2            | 9            | 7            | 12     | 7      | 3      | 2      | 21     | 13     | +8  |
| Supercoppa di Germania |       | 1       | 0       | 0       | 1       | 0       | 3       | -            | -            | -            | -            | -            | -            | 1      | 0      | 0      | 1      | 0      | 3      | -3  |
| Totale                 |       | 24      | 18      | 3       | 3       | 65      | 21      | 25           | 13           | 3            | 9            | 54           | 42           | 49     | 31     | 6      | 12     | 120    | 63     | +57 |

### Andamento in campionato
| Giornata  | 1 | 2 | 3 | 4 | 5 | 6 | 7 | 8 | 9 | 10 | 11 | 12 | 13 | 14 | 15 | 16 | 17 | 18 | 19 | 20 | 21 | 22 | 23 | 24 | 25 | 26 | 27 | 28 | 29 | 30 | 31 | 32 | 33 | 34 |
| --------- | - | - | - | - | - | - | - | - | - | -- | -- | -- | -- | -- | -- | -- | -- | -- | -- | -- | -- | -- | -- | -- | -- | -- | -- | -- | -- | -- | -- | -- | -- | -- |
| Luogo     | T | C | T | C | C | T | C | T | C | T  | C  | T  | C  | T  | C  | T  | C  | C  | T  | C  | T  | T  | C  | T  | C  | T  | C  | T  | C  | T  | C  | T  | C  | T  |
| Risultato | V | V | V | N | V | N | V | V | V | V  | V  | V  | V  | P  | V  | V  | V  | P  | V  | V  | P  | P  | V  | N  | V  | V  | P  | P  | V  | V  | V  | P  | V  | P  |
| Posizione | 2 | 2 | 2 | 2 | 1 | 3 | 3 | 3 | 2 | 2  | 2  | 2  | 2  | 2  | 2  | 2  | 2  | 2  | 2  | 2  | 2  | 2  | 2  | 2  | 2  | 2  | 2  | 2  | 2  | 2  | 2  | 2  | 2  | 3  |

Fonte:  Bundesliga - Tabelle, su bundesliga.com.
Legenda:

Luogo: C = Casa; T = Trasferta. Risultato: V = Vittoria; N = Pareggio; P = Sconfitta.

### Statistiche dei giocatori
Sono in corsivo i calciatori che hanno lasciato la società a stagione in corso.
| Giocatore        | Bundesliga | Bundesliga | Bundesliga  | Bundesliga | Coppa di Germania | Coppa di Germania | Coppa di Germania | Coppa di Germania | Champions League | Champions League | Champions League | Champions League | Supercoppa di Germania | Supercoppa di Germania | Supercoppa di Germania | Supercoppa di Germania | Totale   | Totale | Totale      | Totale     |
| Giocatore        | Presenze   | Reti       | Ammonizioni | Espulsioni | Presenze          | Reti              | Ammonizioni       | Espulsioni        | Presenze         | Reti             | Ammonizioni      | Espulsioni       | Presenze               | Reti                   | Ammonizioni            | Espulsioni             | Presenze | Reti   | Ammonizioni | Espulsioni |
| ---------------- | ---------- | ---------- | ----------- | ---------- | ----------------- | ----------------- | ----------------- | ----------------- | ---------------- | ---------------- | ---------------- | ---------------- | ---------------------- | ---------------------- | ---------------------- | ---------------------- | -------- | ------ | ----------- | ---------- |
| J. Asp Jensen    | 1          | 0          | 0           | 0          | 0                 | 0                 | 0                 | 0                 | 0                | 0                | 0                | 0                | 0                      | 0                      | 0                      | 0                      | 1        | 0      | 0           | 0          |
| S. Boey          | 2          | 0          | 1           | 0          | -                 | -                 | -                 | -                 | 0                | 0                | 0                | 0                | -                      | -                      | -                      | -                      | 2        | 0      | 1           | 0          |
| E. Choupo-Moting | 27         | 2          | 1           | 0          | 2                 | 1                 | 1                 | 0                 | 5                | 0                | 0                | 0                | 0                      | 0                      | 0                      | 0                      | 34       | 3      | 2           | 0          |
| K. Coman         | 17         | 3          | 1           | 0          | 2                 | 0                 | 0                 | 0                 | 7                | 2                | 0                | 0                | 1                      | 0                      | 0                      | 0                      | 27       | 5      | 1           | 0          |
| A. Davies        | 29         | 2          | 0           | 0          | 2                 | 0                 | 0                 | 0                 | 10               | 1                | 3                | 0                | 1                      | 0                      | 0                      | 0                      | 42       | 3      | 3           | 0          |
| M. de Ligt       | 22         | 2          | 4           | 0          | 1                 | 0                 | 0                 | 0                 | 6                | 0                | 0                | 0                | 1                      | 0                      | 0                      | 0                      | 30       | 2      | 4           | 0          |
| E. Dier          | 15         | 0          | 1           | 0          | -                 | -                 | -                 | -                 | 5                | 0                | 0                | 0                | -                      | -                      | -                      | -                      | 20       | 0      | 1           | 0          |
| T. Fukui         | 0          | 0          | 0           | 0          | 1                 | 0                 | 0                 | 0                 | 0                | 0                | 0                | 0                | 0                      | 0                      | 0                      | 0                      | 1        | 0      | 0           | 0          |
| S. Gnabry        | 10         | 3          | 0           | 0          | 2                 | 0                 | 0                 | 0                 | 7                | 2                | 0                | 0                | 1                      | 0                      | 0                      | 0                      | 20       | 5      | 0           | 0          |
| L. Goretzka      | 30         | 6          | 3           | 0          | 1                 | 0                 | 0                 | 0                 | 10               | 0                | 2                | 0                | 1                      | 0                      | 0                      | 0                      | 42       | 6      | 5           | 0          |
| R. Gravenberch   | 1          | 0          | 1           | 0          | 0                 | 0                 | 0                 | 0                 | 0                | 0                | 0                | 0                | 0                      | 0                      | 0                      | 0                      | 1        | 0      | 1           | 0          |
| R. Guerreiro     | 20         | 3          | 2           | 0          | 1                 | 0                 | 0                 | 0                 | 7                | 0                | 0                | 0                | 0                      | 0                      | 0                      | 0                      | 28       | 3      | 2           | 0          |
| H. Kane          | 32         | 36         | 2           | 0          | 0                 | 0                 | 0                 | 0                 | 12               | 8                | 1                | 0                | 1                      | 0                      | 0                      | 0                      | 45       | 44     | 3           | 0          |
| M.J. Kim         | 25         | 1          | 3           | 0          | 1                 | 0                 | 0                 | 0                 | 9                | 0                | 1                | 0                | 1                      | 0                      | 0                      | 0                      | 36       | 1      | 4           | 0          |
| J. Kimmich       | 28         | 1          | 1           | 1          | 1                 | 0                 | 0                 | 0                 | 12               | 1                | 2                | 0                | 1                      | 0                      | 0                      | 0                      | 42       | 2      | 3           | 1          |
| F. Krätzig       | 4          | 0          | 0           | 0          | 2                 | 1                 | 0                 | 0                 | 1                | 0                | 0                | 0                |                        |                        |                        |                        | 7        | 1      | 0           | 0          |
| K. Laimer        | 29         | 0          | 3           | 0          | 2                 | 1                 | 0                 | 0                 | 11               | 0                | 2                | 0                | 1                      | 0                      | 0                      | 0                      | 43       | 1      | 5           | 0          |
| N. Mazraoui      | 19         | 0          | 3           | 0          | 1                 | 0                 | 0                 | 0                 | 8                | 0                | 1                | 0                | 1                      | 0                      | 0                      | 0                      | 29       | 0      | 4           | 0          |
| T. Müller        | 31         | 5          | 0           | 0          | 1                 | 1                 | 0                 | 0                 | 9                | 1                | 0                | 0                | 0                      | 0                      | 0                      | 0                      | 41       | 7      | 0           | 0          |
| J. Musiala       | 24         | 10         | 2           | 0          | 2                 | 0                 | 0                 | 0                 | 11               | 2                | 1                | 0                | 1                      | 0                      | 0                      | 0                      | 38       | 12     | 3           | 0          |
| M. Neuer         | 23         | -33        | 1           | 0          | 1                 | -2                | 0                 | 0                 | 9                | -8               | 0                | 0                | 0                      | 0                      | 0                      | 0                      | 33       | -43    | 1           | 0          |
| B. Pavard        | -          | -          | -           | -          | -                 | -                 | -                 | -                 | -                | -                | -                | -                | 1                      | 0                      | 1                      | 0                      | 1        | 0      | 1           | 0          |
| A. Pavlović      | 19         | 2          | 6           | 0          | -                 | -                 | -                 | -                 | 3                | 0                | 0                | 0                | -                      | -                      | -                      | -                      | 22       | 2      | 6           | 0          |
| D. Peretz        | 1          | -0         | 0           | 0          | 1                 | -0                | 0                 | 0                 | 0                | -0               | 0                | 0                | 0                      | -0                     | 0                      | 0                      | 2        | -0     | 0           | 0          |
| M. Pérez Vinlöf  | 1          | 0          | 0           | 0          | 0                 | 0                 | 0                 | 0                 | 0                | 0                | 0                | 0                | 0                      | 0                      | 0                      | 0                      | 1        | 0      | 0           | 0          |
| L. Sané          | 27         | 8          | 4           | 0          | 2                 | 0                 | 0                 | 0                 | 12               | 2                | 1                | 0                | 1                      | 0                      | 0                      | 0                      | 42       | 10     | 5           | 0          |
| B. Sarr          | 2          | 0          | 0           | 0          | 2                 | 0                 | 0                 | 0                 | 1                | 0                | 0                | 0                | 0                      | 0                      | 0                      | 0                      | 5        | 0      | 0           | 0          |
| M. Tel           | 30         | 7          | 2           | 0          | 2                 | 1                 | 0                 | 0                 | 8                | 2                | 0                | 0                | 1                      | 0                      | 0                      | 0                      | 41       | 10     | 2           | 0          |
| S. Ulreich       | 11         | -11        | 1           | 0          | -                 | -                 | -                 | -                 | 3                | -5               | 1                | 0                | 1                      | -3                     | 0                      | 0                      | 15       | -19    | 2           | 0          |
| D. Upamecano     | 25         | 1          | 3           | 1          | 0                 | 0                 | 0                 | 0                 | 7                | 0                | 0                | 1                | 1                      | 0                      | 1                      | 0                      | 33       | 1      | 4           | 2          |
| P. Wanner        | 0          | 0          | 0           | 0          | 0                 | 0                 | 0                 | 0                 | 0                | 0                | 0                | 0                | 0                      | 0                      | 0                      | 0                      | 0        | 0      | 0           | 0          |
| B. Zaragoza      | 7          | 0          | 1           | 0          | -                 | -                 | -                 | -                 |                  |                  |                  |                  | -                      | -                      | -                      | -                      | 7        | 0      | 1           | 0          |
| L. Zvonarek      | 5          | 1          | 0           | 0          | -                 | -                 | -                 | -                 |                  |                  |                  |                  | -                      | -                      | -                      | -                      | 5        | 1      | 0           | 0          |